# Snooker Shoot-Out 2017
Le Snooker Shoot-Out 2017, tournoi de snooker professionnel de la saison 2016-2017, se déroule du 23 au 26 février 2017 au Watford Colosseum de Watford, dans le Hertfordshire en Angleterre. Cette huitième édition de l'épreuve se voit attribuer la catégorie ranking, c'est-à-dire que les joueurs peuvent y gagner des points comptant pour le classement mondial. Elle est parrainée par l'entreprise Gala Coral Group, société de paris sportifs britannique.
Le joueur Finlandais Robin Hull est le tenant du titre. L'Écossais Anthony McGill remporte le tournoi en battant en finale le Chinois Xiao Guodong sur le score de 67 points à 19.

## Dotation
La dotation du tournoi est la suivante :
- Vainqueur : 32 000 £[N 1]
- Finaliste : 16 000 £
- Demi-finalistes : 8 000 £
- Quart de finalistes : 4 000 £
- Huitième de finalistes : 2 000 £
- Seizième de finalistes : 1 000 £
- Joueurs du deuxième tour : 500 £

- Meilleur break : 2 000 £

- Dotation totale : 130 000 £[N 2]

## Les matchs
Toutes les confrontations sont tirées au sort.

### 1ertour
Les matchs du 1er tour sont joués le jeudi 23 en matinée (12 heures) et en soirée (19 heures) ainsi que le vendredi 24 en matinée. Les 64 joueurs perdants ne reçoivent aucune gratification.

#### Jeudi 23 matinée
- Mei Xiwen 40–74  Robin Hull
- Duane Jones 18–32  Akani Songsermsawad
- Zhou Yuelong 22–74  Jack Lisowski
- Sanderson Lam 7–80  Bradley Jones
- Mark Joyce 61–41  Joe Perry
- Liam Highfield 60–4  Oliver Brown
- Ian Burns 39–42  Daniel Wells
- Igor Figueiredo 4–80  John J Astley
- Nigel Bond 46–36  Mark Allen
- James Cahill 55–23  Robbie Williams
- Alex Borg 35–89  Thepchaiya Un-Nooh
- Anthony McGill 43–22  Oliver Lines
- Sean O'Sullivan 8–94  Dominic Dale
- Craig Steadman 16–52  Jak Jones
- Michael White 64–24  Alan McManus
- Boonyarit Keattikun 15–67  Steven Hallworth
- Darryl Hill 47–26  Kurt Maflin
- Scott Donaldson 52–43  Thor Chuan Leong
- Mark King 50–43  Adam Duffy
- Cao Yupeng 65–5  Marc J Davis
- Michael Holt 29–28  Joshua Thomond
- David John 84–0  Charlie Walters
- Eden Sharav 59–33  Gareth Allen
- Hatem Yassen 4–37  Barry Hawkins

#### Jeudi 23 soirée
- Louis Heathcote 1–78  Jimmy White
- Michael Collumb 6–54  Joe Swail
- Michael Wild 30–47  Daniel Womersley
- Jamie Curtis-Barrett 58–18  Sam Baird
- Zhao Xintong 47–43  Mark Davis
- Sam Craigie 68–14  Mike Dunn
- Adam Stefanow 37–68  Fang Xiongman
- Rod Lawler 4–30  Xiao Guodong
- Dechawat Poomjaeng 22–56  Fraser Patrick
- Josh Boileau 11–58  Zhang Yong
- Yan Bingtao 19–56  Hossein Vafaei
- Sydney Wilson 4–92  Andy Hicks
- Matthew Selt 7–69  Jason Weston
- Itaro Santos 26–108  Chen Zhe
- Chris Wakelin 66–16  Tom Ford
- Graeme Dott 96–0  Mitchell Mann

#### Vendredi 24 matinée
- Aditya Mehta 35–45  Ken Doherty
- Lee Walker 44–50  Luca Brecel
- Andrew Higginson 65–34  Ian Preece
- Rhys Clark 32–29  Rory McLeod
- Fergal O'Brien 79–0  Ryan Day
- Zhang Anda 39–67  Shaun Murphy
- Liang Wenbo 109–1  Matthew Stevens
- Alfie Burden 51–24  Ben Woollaston
- Zak Surety 13–57  Robert Milkins
- Ross Muir 39–32  Martin O'Donnell
- Kurt Dunham 32–64  Stuart Carrington
- David Gilbert 39–25  Wang Yuchen
- Kyren Wilson 7–48  David Grace
- Tian Pengfei 43–20  Peter Lines
- Jimmy Robertson 94–17  Elliot Slessor
- Allan Taylor 64–22  Christopher Keogan
- Jamie Cope 16–68  Michael Georgiou
- Hammad Miah 27–67  Ricky Walden
- Ashley Hugill 66–32  Paul S Davison
- Li Hang 48–13  Brandon Sargeant
- Gary Wilson 8–61  Anthony Hamilton
- Noppon Saengkham 54–18  Martin Gould
- Hamza Akbar 53–48  Stuart Bingham
- Jamie Jones 9–62  Mark Williams

### 2etour
Les matchs du 2e tour sont joués le vendredi 24 et le samedi 25, en soirée. Les 32 joueurs perdants reçoivent une gratification de 500 £.

#### Vendredi 24 soirée
- Shaun Murphy 56–8  John J Astley
- Jason Weston 40–69  Alfie Burden
- David John 13–50  Liam Highfield
- Zhao Xintong 19–60  Ken Doherty
- David Gilbert 40–6  Akani Songsermsawad
- Rhys Clark 1–72  Jimmy Robertson
- Mark King 52–23  Andrew Higginson
- Michael Holt 8–30  Ross Muir
- Jimmy White 45–44  Chen Zhe
- Chris Wakelin 33–53  Jack Lisowski
- Jamie Curtis-Barrett 12–30  Anthony McGill
- Mark Joyce 23–32  Sam Craigie
- Cao Yupeng 42–32  Liang Wenbo
- Daniel Wells 56–42  Thepchaiya Un-Nooh
- Dominic Dale 78–24  Hossein Vafaei
- Robin Hull 18–25  Fergal O'Brien

#### Samedi 25 soirée
- Barry Hawkins 25–61  Eden Sharav
- Fang Xiongman 0–115  Anthony Hamilton
- Nigel Bond 32–66  Zhang Yong
- Ashley Hugill 62–8  Stuart Carrington
- Michael Georgiou 73–1  Ricky Walden
- Hamza Akbar 8–77  Xiao Guodong
- Joe Swail 56–16  Allan Taylor
- Li Hang 32–16  Graeme Dott
- Luca Brecel 34–17  Scott Donaldson
- Steven Hallworth 58–1  Michael White
- Noppon Saengkham 35–54  James Cahill
- Fraser Patrick 3–50  Jak Jones
- Darryl Hill 34–27  Bradley Jones
- Daniel Womersley 56–39  Robert Milkins
- Tian Pengfei 35–55  David Grace
- Andy Hicks 58–35  Mark Williams

### 3etour
Les matchs du 3e tour sont joués le dimanche 26 en matinée. Les 16 joueurs perdants reçoivent une gratification de 1 000 £.
- Zhang Yong 15–58  Andy Hicks
- Joe Swail 26–40  Jak Jones
- James Cahill 1–63  Ken Doherty
- Sam Craigie 37–61  Shaun Murphy
- Cao Yupeng 85–10  Jimmy Robertson
- David Grace 54–11  Dominic Dale
- Fergal O'Brien 61–46  Liam Highfield
- Luca Brecel 0–98  Anthony Hamilton
- Anthony McGill 57–28  Mark King
- Ashley Hugill 6–41  Michael Georgiou
- Xiao Guodong 25–21  Daniel Womersley
- Jack Lisowski 60–22  Eden Sharav
- Darryl Hill 13–60  Li Hang
- Alfie Burden 12–50  David Gilbert
- Daniel Wells 24–48  Steven Hallworth
- Ross Muir 71–0  Jimmy White

### 4etour
Les matchs du 4e tour sont joués le dimanche 26 en soirée. Les 8 joueurs perdants reçoivent une gratification de 2 000 £.
- Anthony Hamilton 71–5  Ross Muir
- Andy Hicks 38–15  Michael Georgiou
- Shaun Murphy 73–29  Jak Jones
- Jack Lisowski 0–78  Anthony McGill
- Xiao Guodong 68–9  Ken Doherty
- Cao Yupeng 14–58  David Grace
- Fergal O'Brien 1–79  David Gilbert
- Li Hang 30–50  Steven Hallworth

### Quarts de finale
Les matchs des quarts de finale sont joués le dimanche 26 en soirée. Les 4 joueurs perdants reçoivent une gratification de 4 000 £.
- Xiao Guodong 23–14  David Gilbert
- Anthony Hamilton 19–36  Anthony McGill
- Shaun Murphy 76–14  David Grace
- Andy Hicks 24–17  Steven Hallworth

### Demi-finales
Les demi-finales sont jouées le dimanche 26 en soirée. Les 2 joueurs perdants reçoivent une gratification de 8 000 £.
- Xiao Guodong 73–0  Andy Hicks
- Shaun Murphy 41–64  Anthony McGill

### Finale
La finale est jouée le dimanche 26 en soirée. Le finaliste reçoit une gratification de 16 000 £ et le vainqueur 32 000 £. L'arbitre est Andy Yates.
- Xiao Guodong 19–67  Anthony McGill

## Breaks de plus de 50 points
- 96  Graeme Dott
- 84  David John
- 84, 59  Anthony Hamilton
- 80  Dominic Dale
- 79  Liang Wenbo
- 74  David Gilbert
- 73  Robin Hull
- 70  Ross Muir
- 68, 59  Xiao Guodong
- 67  Anthony McGill
- 62  Chen Zhe
- 62  Michael Georgiou
- 58  Jimmy White
- 58  Zhang Yong
- 57  Cao Yupeng
- 56  Daniel Womersley
- 56  Shaun Murphy
- 55  Liam Highfield
- 55  Mark Williams
- 54  Ken Doherty
- 54  David Grace
- 53, 53  Jack Lisowski
- 51  Michael White